# Roxann Dawson
Roxann Dawson (de soltera Caballero, nascuda l'11 de setembre de 1958), també coneguda com a Roxann Biggs i Roxann Biggs-Dawson, és una actriu i directora estatunidenca. És coneguda sobretot pel seu paper com a B'Elanna Torres a la sèrie de televisió Star Trek: Voyager (1995–2001). A la dècada del 2000, va fer la transició a una carrera principalment com a directora, i ha dirigit nombrosos episodis de sèries de televisió com ara Star Trek: Enterprise, Crossing Jordan, Cold Case, Herois, The Closer, The Mentalist, The Good Wife, Agents of S.H.I.E.L.D., Mercy Street, The Deuce i Foundation i Dark Matter.

## Primers anys
Roxann Dawson Caballero va néixer l'11 de setembre de 1958, a Los Angeles, Califòrnia. Es va graduar a la Universitat de Califòrnia, Berkeley el 1980.

## Carrera

### Actuació
El primer treball professional d'actriu de Dawson va ser en una producció de A Chorus Line al teatre de Broadway. També va aparèixer com a ballarina de fons a l'adaptació cinematogràfica de 1985.
El 1989, Dawson va treballar al drama de la NBC Nightingales. Durant el transcurs del seu treball en aquest programa, va conèixer el director de càsting Eric Dawson, que més tard es convertiria en el seu segon marit. Després que es cancel·lés el programa, la companyia d'Eric la va contractar per a papers de convidada a Matlock i Jake and the Fat Man.

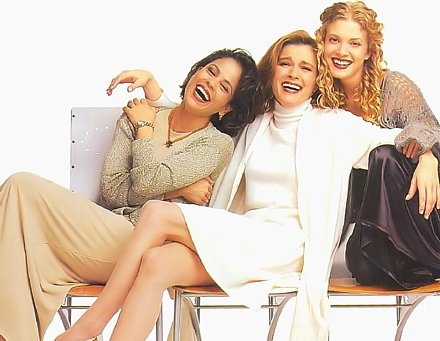
Roxann Dawson amb les actrius de Voyager Kate Mulgrew i Jennifer Lien (1995)

El 1994, Dawson va ser escollida com l'enginyera meitat humana/meitat klíngon B'Elanna Torres a Star Trek: Voyager. Va ser una de les principals membres del repartiment durant les set temporades de la sèrie.
Els seus altres crèdits televisius inclouen aparicions a The Hat Squad, Baywatch, The Closer, Matlock, The Untouchables, Any Day Now, Without a Trace, The Lyon's Den, The Division, la versió americana de Coupling i la sèrie de televisió de ciència-ficció Seven Days.

### Direcció i producció
Mentre treballava a Voyager, Dawson va debutar com a directora a l'episodi "Riddles", que es va emetre el setembre de 1999. Més tard va dirigir la segona part de l'episodi en dues parts "Workforce" i va dirigir 10 episodis de Star Trek: Enterprise. El 2002, va posar la veu a l'ordinador de l'estació de reparació en un dels episodis de Star Trek: Enterprise que va dirigir.
Dawson també ha dirigit episodis de Charmed, The O.C., Close to Home, Lost, Herois, Hawthorne, The Closer, Cold Case, Caprica, The Mentalist i Treme. El 2010, va dirigir l'episodi de la segona temporada "Teacher and Pupils" de Lie to Me i l'episodi de la segona temporada "On Tap" de The Good Wife. El 2013, va dirigir l'episodi del 22 de març "Reunions" de Touch, i l'episodi del 15 d'octubre "Eye Spy" de Agents of S.H.I.E.L.D..
El 2014 va dirigir l'episodi del 5 de març "Dreamcatcher" de Revolution i l'episodi del 22 d'octubre "Phobia" de Stalker. Per a la temporada 2015 de la sèrie d'Amazon Video Bosch, va dirigir "Chapter Six: Donkey's Years". Va dirigir els primers episodis de Mercy Street, una sèrie estrenada a PBS el gener de 2016. El 2016, també va dirigir els episodis de la primera temporada "Broussard" i "Zero Day" de la sèrie de televisió Colony. També ha dirigit l'episodi "Crossbreed" de la cinquena temporada de The Americans. També va dirigir l'episodi 8 ("Capítol 60") de la cinquena temporada de House of Cards. El 2021, Dawson va ser la directora dels episodis 8 i 9 de la temporada 1 i el 2023 va dirigir els episodis 8 i 9 de la temporada 2 de Foundation.
Dawson va ser productora de Scandal, Crossing Jordan i Cold Case.

### Escriptura
La primera obra de teatre de Dawson, Desire to Fall, va ser produïda pel taller de la Circle Repertory Company el 1986. La seva segona obra de teatre, Passage Through the Heart, va debutar el 1997 a la Universitat de Minnesota Duluth. Del 2000 al 2009 va coescriure amb Daniel Graham una trilogia de novel·les de ciència-ficció, Entering Tenebrea (ISBN 0-671-03607-6), Tenebrea's Hope (ISBN 0-671-03609-2) i Tenebrea Rising (ISBN 0-671-03611-4).

## Vida personal
Dawson estava casada amb l'actor Casey Biggs; més tard es van divorciar. Després es va convertir en un membre recurrent del repartiment de la sèrie germana Star Trek: Deep Space Nine com el cardassià Damar.
El maig de 1994, Dawson es va casar amb el director de càsting Eric Dawson, a qui va conèixer mentre treballava a la sèrie Nightingales. Tenen dues filles, una adoptada de la Xina. Dawson es va unir a l'Església Catòlica en el moment del seu segon matrimoni el 1994, tot i haver estat criada en "una llar atea". Finalment, això la va inspirar a dirigir la pel·lícula cristiana del 2019 Breakthrough.

## Filmografia

### Com a actriu

#### Cinema
| Any  | Títol                        | Paper               | Notes                                     |
| ---- | ---------------------------- | ------------------- | ----------------------------------------- |
| 1985 | A Chorus Line                | Dancer              | Acreditat com Roxann Caballero            |
| 1991 | Acorralat per la justícia    | Felicia Barron      | Acreditat com Roxann Biggs                |
| 1992 | Mortal Sins                  | María Croce         | Acreditat com Roxann Biggs                |
| 1993 | Blood In, Blood Out          |                     | Uncredited Original title: Bound by Honor |
| 1994 | Pointman                     | Rosie Alvarez       | Acreditat com Roxann Biggs                |
| 1994 | Greyhounds                   | JoJo Golina         | Acreditat com Roxann Biggs                |
| 1996 | Darkman III: Die Darkman Die | Angela Rooker       | Acreditat com Roxann Biggs-Dawson         |
| 1998 | The Lost World               | Elizabeth Summerlee |                                           |

#### Sèries de televisió
| Any       | Títol                              | Paper                                            | Notes                                                               |
| --------- | ---------------------------------- | ------------------------------------------------ | ------------------------------------------------------------------- |
| 1985      | Another World                      | Adrienne Morrow (com a Roxann Biggs)             | Episodi 5252; Acreditat com Roxann Biggs                            |
| 1987      | Ohara                              | Carmella                                         | Episodi: "Jesse"; Acreditat com Roxann Biggs                        |
| 1988      | The Fortunate Pilgrim              | Louisa                                           | 3 episodis; Acreditat com Roxann Biggs                              |
| 1989      | Nightingales                       | Yolanda 'Yolo' Elena Puente (com a Roxann Biggs) | 13 episodis; Acreditat com Roxan Biggs                              |
| 1990      | Baywatch                           | Ines                                             | Episodi: "We Need a Vacation"; Acreditat com Roxann Biggs           |
| 1990      | Matlock                            | Vicki Mariani                                    | Episodis: "The Informer: Parts 1 & 2"; Acreditat com Roxann Biggs   |
| 1991      | Equal Justice                      | Maria                                            | Episodi: "Who Speaks for the Children?"; Acreditat com Roxann Biggs |
| 1991      | Jake and the Fatman                | Alyssa                                           | Episodi: "I Cover the Waterfront"; Acreditat com Roxann Biggs       |
| 1992      | Jake and the Fatman                | Debbie Morton                                    | Episodis: "Stormy Weather: Parts 1 & 2"; Acreditat com Roxann Biggs |
| 1992      | The Round Table                    | Jennifer Clemente                                | 7 episodis; Acreditat com Roxann Biggs                              |
| 1993      | The Hat Squad                      | Rosie                                            | Episodi: "The Liquidator?"; Acreditat com Roxann Biggs              |
| 1994      | The Untouchables                   | Gina Perino                                      | Episodi: "The Fever"; Acreditat com Roxann Biggs                    |
| 1995–2001 | Star Trek: Voyager                 | B'Elanna Torres                                  | Main role; 172 episodis                                             |
| 1997      | Foto Novelas: Seeing Through Walls | Teresa Puente                                    | Curtmetratge televisiu                                              |
| 1999      | Any Day Now                        | Tina                                             | Episodi: "Don't Say Anything"                                       |
| 2000      | Seven Days                         | Comandant Helen Keagle                           | Episodi: "The Devil and the Deep Blue Sea"                          |
| 2001      | 2001 Alma Awards                   | Ella mateixa                                     | Presentadora                                                        |
| 2001      | Weakest Link                       | Herself                                          | Episodi: "Star Trek Edition"                                        |
| 2002      | Star Trek: Enterprise              | Veu de l’ordinador de l’Estació de Reparació     | Episodi: "Dead Stop" Sense acreditar                                |
| 2003      | Coupling                           | Terapeuta                                        | Episodi: Pilot                                                      |
| 2003      | The Division                       | Desconegut                                       | Episodi: "Body Double"                                              |
| 2003      | The Lyon's Den                     | Fiscal adjunta del districte Linda Solis         | 3 episodis                                                          |
| 2004      | Without a Trace                    | Erica Palmer                                     | Episodi: "Bait"                                                     |
| 2011      | The Closer                         | Detectiu Ortega                                  | Episodi: "A Family Affair"                                          |

#### Vídeojocs
| Any  | Títol                            | Paper               | Notes           |
| ---- | -------------------------------- | ------------------- | --------------- |
| 2000 | Star Trek: Voyager – Elite Force | Lt. B'Elanna Torres |                 |
| 2016 | Star Trek Timelines              | Lt. B'Elanna Torres | Sense acreditar |

#### Documentals
| Any  | Títol                                         | Notes                                                            |
| ---- | --------------------------------------------- | ---------------------------------------------------------------- |
| 1995 | Inside the New Adventure: Star Trek - Voyager |                                                                  |
| 1996 | It's Hot in Here: UPN Fall Preview            |                                                                  |
| 1997 | Trekkies                                      |                                                                  |
| 2013 | The Captains Close Up                         | Minisèrie documental de quatre parts (Episodi 4: "Kate Mulgrew") |
| 2016 | 50 Years of Star Trek                         |                                                                  |

#### Audiollibres
| Any  | Títol                                            |
| ---- | ------------------------------------------------ |
| 1996 | Star Trek: The Klingon Way, A Warrior's Guide    |
| 1997 | Alien Voices: The Time Machine                   |
| 1999 | Alien Voices: The Lost World                     |
| 2011 | Alien Voices: Journey to the Center of the Earth |

#### Teatre
| Any        | Títol           | Paper                                  | Director        | Notes                                            |
| ---------- | --------------- | -------------------------------------- | --------------- | ------------------------------------------------ |
| Desconegut | Accelerando     | Desconegut                             | Desconegut      |                                                  |
| 1982       | A Chorus Line   | Diana Morales (com a Roxann Caballero) | Michael Bennett | Shubert Theatre, New York City                   |
| 1984       | Daughters       | Cetta (com a Roxann Caballero)         | Desconegut      | Philadelphia Drama Guild, Philadelphia           |
| 1985       | Tropicana       | Ana Sanchez (com a Roxann Caballero)   | Desconegut      | Musical Theater Works, New York City             |
| 1985       | The Tempest     | Miranda (com a Roxann Caballero)       | Julie Taymor    | City Stage Company, New York City                |
| 1986       | The Early Girl  | George (com a Roxann Caballero)        | Munson Hicks    | Circle Repertory Company, New York City          |
| 1987       | The Hostage     | Teresa (com a Roxann Caballero)        | Desconegut      | Coconut Grove Playhouse, Coconut Grove (Florida) |
| 1987       | The Rose Tattoo | Rosa Delle Rose (com a Roxann Biggs).  | Desconegut      | Geva Theatre Center, Rochester (Nova York)       |
| 1988       | V & V Only      | Janey (com a Roxann Biggs)             | Marshall Mason  | Circle Repertory Theatre, New York City          |

### Crèdits com a directora

#### Cinema
| Any  | Títol        | Notes |
| ---- | ------------ | ----- |
| 2019 | Breakthrough |       |

#### Televisió
| Any          | Títol                          | Notes                                           |
| ------------ | ------------------------------ | ----------------------------------------------- |
| 1999–2001    | Star Trek: Voyager             | 2 episodis                                      |
| 2001         | The Heartbreak Cafe            | Episodi: "Places, the Curtain Is About to Fall" |
| 2001–2004    | Star Trek: Enterprise          | 10 episodis                                     |
| 2002         | Any Day Now                    | Episodi: "Let the Games Begin"                  |
| 2003         | Charmed                        | Episodi: "Lucky Charmed"                        |
| 2003–2004    | The Division                   | 2 episodis                                      |
| 2004–2007    | Crossing Jordan                | 12 episodis                                     |
| 2005         | Medical Investigation          | Episodi: "Half Life"                            |
| 2005–2009    | Cold Case                      | 8 episodis                                      |
| 2006         | Lost                           | Episodi: "The Long Con"                         |
| 2006         | The O.C.                       | Episodi: "The Journey"                          |
| 2006         | Close to Home                  | Episodi: "Privilege"                            |
| 2007–2010    | Herois                         | 3 episodis                                      |
| 2008–2011    | The Closer                     | 4 episodis                                      |
| 2009         | Hawthorne                      | Episodi: "Night Moves"                          |
| 2009         | Melrose Place                  | Episodi: "Shoreline"                            |
| 2010         | Caprica                        | Episodi: "End of Line"                          |
| 2010         | Lie to Me                      | Episodi: "Teacher and Pupils"                   |
| 2010         | Rizzoli & Isles                | Episodi: "Sympathy for the Devil"               |
| 2010–2012    | The Mentalist                  | 3 episodis                                      |
| 2010–2012    | The Good Wife                  | 3 episodis                                      |
| 2011         | The Cape                       | Episodi: "The Lich: Part 2"                     |
| 2011–2012    | Treme                          | 2 episodis                                      |
| 2012         | Prime Suspect                  | Episodi: "Ain't No Sunshine"                    |
| 2012         | Scandal                        | 2 episodis                                      |
| 2012–2013    | Vegas                          | 2 episodis                                      |
| 2012–2013    | Smash                          | 2 episodis                                      |
| 2013         | Touch                          | Episodi: "Reunions"                             |
| 2013         | Under the Dome                 | Episodi: "The Fourth Hand"                      |
| 2013–2014    | Major Crimes                   | 2 episodis                                      |
| 2013–2015    | Agents of S.H.I.E.L.D.         | 3 episodis                                      |
| 2014         | Rake                           | Episodi: "Remembrance of Taxis Past"            |
| 2014         | Stalker                        | Episodi: "Phobia"                               |
| 2014         | Believe                        | Episodi: "Sinking"                              |
| 2014         | Matador                        | Episodi: "Night of the Whale"                   |
| 2014         | Revolution                     | Episodi: "Dreamcatcher"                         |
| 2014         | Hell on Wheels                 | Episodi: "Thirteen Steps"                       |
| 2014–2015    | Bates Motel                    | 2 episodis                                      |
| 2015         | Bosch                          | Episodi: "Chapter Six: Donkey's Years"          |
| 2015         | Aquarius                       | Episodi: "Your Mother Should Know"              |
| 2016         | Shooter                        | Episodi: "Musa Qala"                            |
| 2016         | Rosewood                       | Episodi: "Silkworms y Silencio"                 |
| 2016         | Good Girls Revolt              | Episodi: "Exposé"                               |
| 2016         | Colony                         | 2 episodis                                      |
| 2016         | The Path                       | 2 episodis                                      |
| 2016         | Mercy Street                   | 3 episodis                                      |
| 2016–2017    | Chance                         | 2 episodis                                      |
| 2017         | Runaways                       | Episodi: "Rewind"                               |
| 2017         | House of Cards                 | 2 episodis                                      |
| 2017–2018    | The Americans                  | 2 episodis                                      |
| 2017–2019    | The Deuce                      | 3 episodis                                      |
| 2018         | The Chi                        | Episodi: "Penetrate a Fraud"                    |
| 2019–2020    | This Is Us                     | 2 episodis                                      |
| 2019         | The Morning Show               | Episodi: "Open Waters"                          |
| 2020         | Penny Dreadful: City of Angels | 2 episodis                                      |
| 2021–present | Foundation                     | 4 episodis                                      |
| 2024–present | Dark Matter                    | 2 episodis                                      |

### Crèdits com a guionista
| Any  | Títol                       | Notes                                          |
| ---- | --------------------------- | ---------------------------------------------- |
| 1986 | Desire to Fall              | Obra de teatre                                 |
| 1997 | A Passage Through The Heart | Obra de teatre                                 |
| 2000 | Entering Tenebrea           | Vol. 1 of Tenebrea Trilogy (amb Daniel Graham) |
| 2001 | Tenebrea's Hope             | Vol. 2 of Tenebrea Trilogy (amb Daniel Graham) |
| 2001 | Tenebrea Rising             | Vol. 3 of Tenebrea Trilogy (amb Daniel Graham) |

## Premis i nominacions
| Any  | Associació                                 | Categoria                                                                   | Treball nominat                    | Resultat  |
| ---- | ------------------------------------------ | --------------------------------------------------------------------------- | ---------------------------------- | --------- |
| 1996 | NCLR Bravo Award                           | Millor actriu en una sèrie dramàtica                                        | Star Trek Voyager                  | Nominat   |
| 1998 | Online Film & Television Association Award | Millor actriu secundària en una sèrie dramàtica                             | Star Trek Voyager                  | Nominat   |
| 1998 | ALMA Award                                 | Millor actriu en una sèrie dramàtica                                        | Star Trek Voyager                  | Nominat   |
| 1998 | ALMA Award                                 | Outstanding Latino Cast in a Made-for-Television Movie or Mini-Series       | Foto Novelas: Seeing Through Walls | Guanyador |
| 1998 | ALMA Award                                 | Millor repartiment llatí en una pel·lícula o minisèrie feta per a televisió | Foto Novelas: In the Mirror        | Guanyador |
| 1999 | ALMA Award                                 | Millor actriu en una sèrie dramàtica                                        | Star Trek Voyager                  | Nominat   |
| 2000 | ALMA Award                                 | Millor actuació                                                             | Star Trek Voyager                  | Nominat   |
| 2001 | ALMA Award                                 | Outstanding Achievement in a Television Series Award                        | Star Trek Voyager                  | Guanyador |
| 2008 | ALMA Award                                 | Millor assoliment en una sèrie de televisió                                 | Herois                             | Nominat   |
| 2008 | Premi Hugo                                 | Millor presentació dramàtica - Format llarg                                 | Herois                             | Nominat   |
| 2008 | Premi NAACP Image                          | Millor direcció en una sèrie dramàtica                                      | Herois (S1/E15: "Run!").           | Nominat   |